# Kelly Divine
Kelly Divine (Chester, Pensilvania; 3 de julio de 1984) es una actriz pornográfica estadounidense.

## Primeros años
Nacida el 3 de julio de 1984, Kelly Divine viene de una familia del Oeste de Filadelfia, pero nació y se crio en Chester, Pensilvania.
Mientras crecía en Pensilvania ella siempre asistía a la escuela católica - "Yo era una buena chica católica", afirma. En su segundo año, fue expulsada de su escuela secundaria católica para chicas y terminó en una escuela pública sus últimos dos años. Al graduarse, fue a una escuela de belleza, donde completó la escuela de cosmetología, obtuvo su licencia y trabajó en un salón por 6 meses.

## Carrera
Kelly entró a la pornografía en octubre de 2007, cuando tenía 23. Estuvo haciendo modelaje promocionales y de trajes de baño en Filadelfia, de donde es ella, y tuvo un portafolio en línea. Las agencias pornográficas de Los Ángeles siguieron contactándola para salir de vuelo y hacer pornografía. Al principio ella pensó - " ¡Estaban locos! No se habla de personas que son estrellas pornográficas reales acá en el este. Es como, inaudito." Siguió rechazando eso pero eventualmente la idea del dinero la atrapó. Se decidió a intentarlo, "¡Como puedes ver ha funcionado bastante bien!, dijo.
En 2009, lanzó un programa de afiliación a su página web, ofreciendo contenidos exclusivos de fotos, videos y shows de webcam.
También hizo varias apariciones en 2010 para shows de Playboy Radio "In bed with Jessica Drake" y "Night Calls".
También ha sido una invitada especial en una de las primeras ediciones de "The Naughty Show"
Además de hacer pornografía, ella también ha bailado en strip clubs, haciendo su debut en 2010 en "The Mansión Strip Club" en Luisiana.

## Vida personal
Ella se identifica a sí misma como bisexual con la posición sexual de cowgirl como su favorita. Tiene tres tatuajes, uno de dragón en la parte superior de su espalda, la frase "Il dolore e' Amore" ("El dolor es amor" en italiano) en la parte baja de la misma, y "Kesha" en su muñeca derecha.